# Lee Ufan Museum

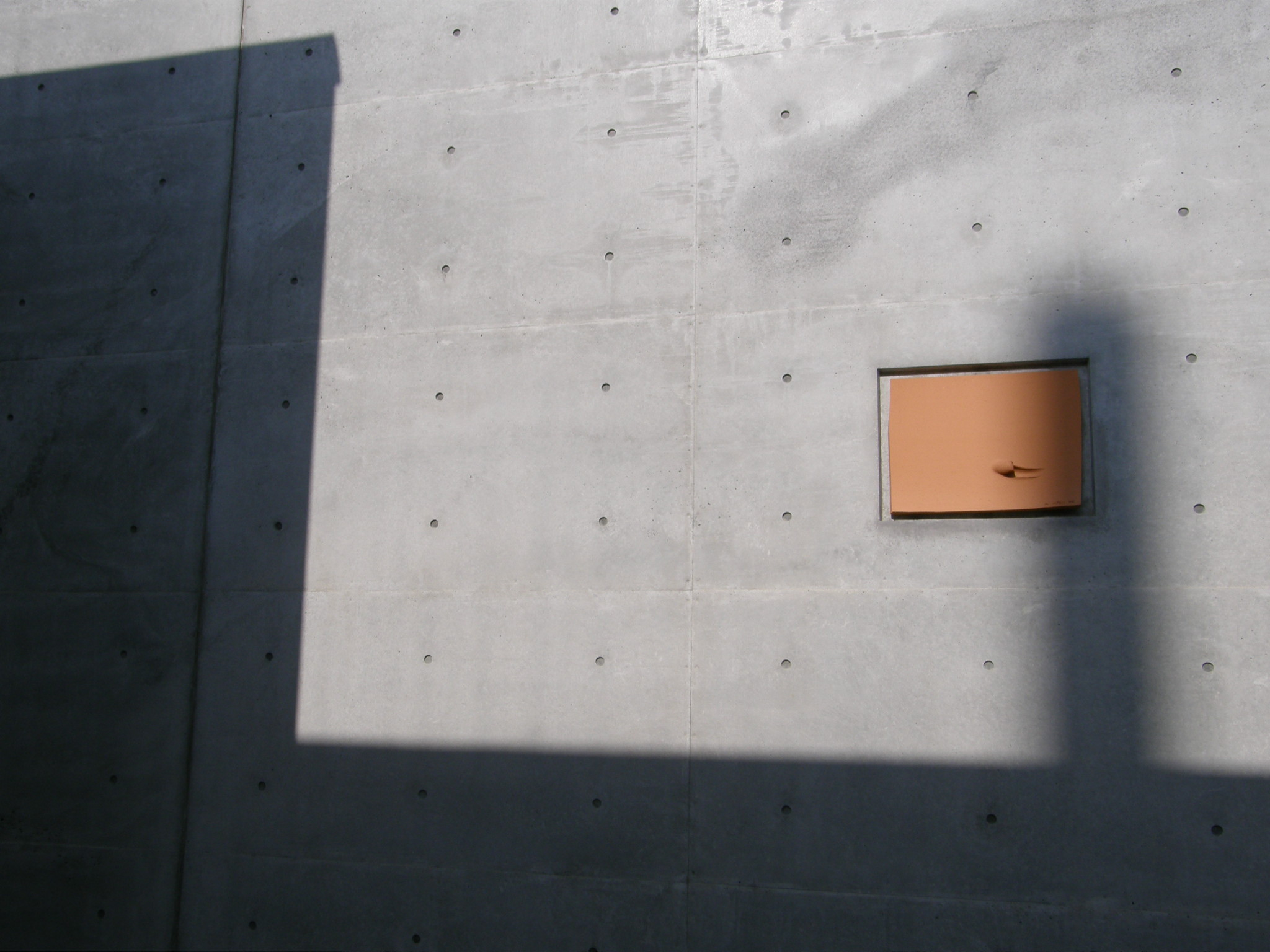
Lee Ufan Museum. Detail

Das Lee Ufan Museum ist ein Kunstmuseum auf der japanischen Insel Naoshima, das 2010 eröffnet wurde. Es wurde speziell für den koreanisch-japanischen Künstler Lee Ufan, einem bedeutenden Vertreter der minimalistischen Mono-ha-Bewegung, konzipiert. Der Entwurf stammt von dem renommierten Architekten Tadao Andō, der auch für andere ikonische Bauwerke auf Naoshima wie das Chichu Art Museum bekannt ist. In einem sanften Tal gelegen, umgeben von Hügeln und dem Meer, bietet das Museum einen ruhigen Ort, an dem Natur, Architektur und Kunst miteinander harmonieren und zu einer friedlichen und stillen Kontemplation in einer von materiellen Gütern überfluteten Gesellschaft einladen. In der südfranzösischen Provence ist dem Künstler ein zweites Museum gewidmet, das Lee Ufan Arles.

## Architektur und Konzept
Das halb unterirdische Gebäude besteht aus drei rechteckigen Räumen, die sich harmonisch in die Landschaft einfügen, und einem geschlossenen dreieckigen Innenhof. Der Zugang erfolgt über einen gewundenen Weg entlang paralleler Mauern, die nur eine subtile Erhebung bilden und dem Besucher eine eindringliche und meditative Erfahrung vermitteln, bevor er zu den Kunstwerken gelangt. Die Räume variieren in Materialität, Licht und Maßstab und sind auf die ausgestellten Werke abgestimmt, darunter großformatige Installationen aus Stein und Beton sowie Gemälde aus Ufan Lees früher Schaffenszeit.
Das Museum kombiniert Kunst, Architektur und Natur auf einzigartige Weise und bietet einen ruhigen Rückzugsort für Besucher. Es ist Teil des größeren Kunstprojekts von Naoshima, das durch die Benesse Corporation unterstützt wird.

## Werke
Das Museum zeigt Gemälde und Skulpturen von Lee Ufan von den 1970er Jahren bis heute. Lee Ufan war einer der führenden Persönlichkeiten der Mono-ha-Schule (Schule der Dinge), einer zeitgenössischen Kunstrichtung, die Ende der 1960er Jahre entstand. Lee Ufans Werke im Museum umfassen Gemälde mit sich wiederholenden Pinselstrichen im Rhythmus eines ruhigen Atems und Skulpturen, die Steine und Stahlplatten organisch miteinander verbinden und bei denen die Eingriffe des Künstlers auf ein Minimum reduziert sind.
- Pole Place: Relatum - Point,Line,Plane, 2010 Relatum - Dialogue, 2010 Relatum - Repose or the staff of Titan, 2013 Porte vers l'infini, 2019 Relatum - Suggestion, 2008
- Correspondence Place: Relatum - A Signal, 2010 Space: Encounter Room From Point, 1980 From Point, 1976 From Line 1974 With Winds, 1983 Correspondence, 1992 Dialogue, 2017 Relatum, 1968/2010
- Space: Void Dialogue, 2013
- Space: Silence Room Relatum - Silence, 2010 Space: Shadow Room Relatum - Shadow of Stone, 2010
- Space: Meditation Room Dialogue, 2010